# Schneckenberg (Parkanlage)

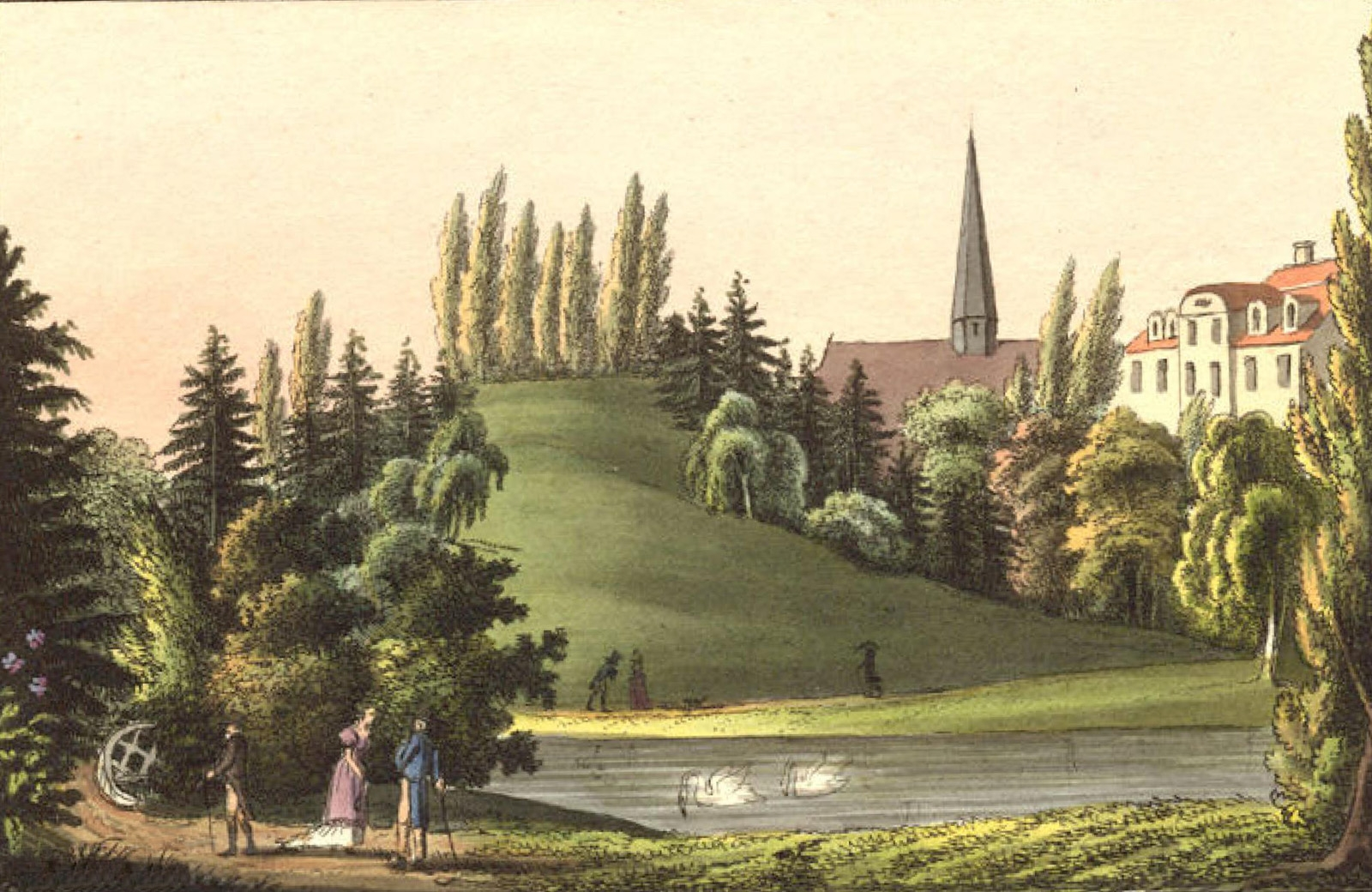
Der Schneckenberg in Leipzig

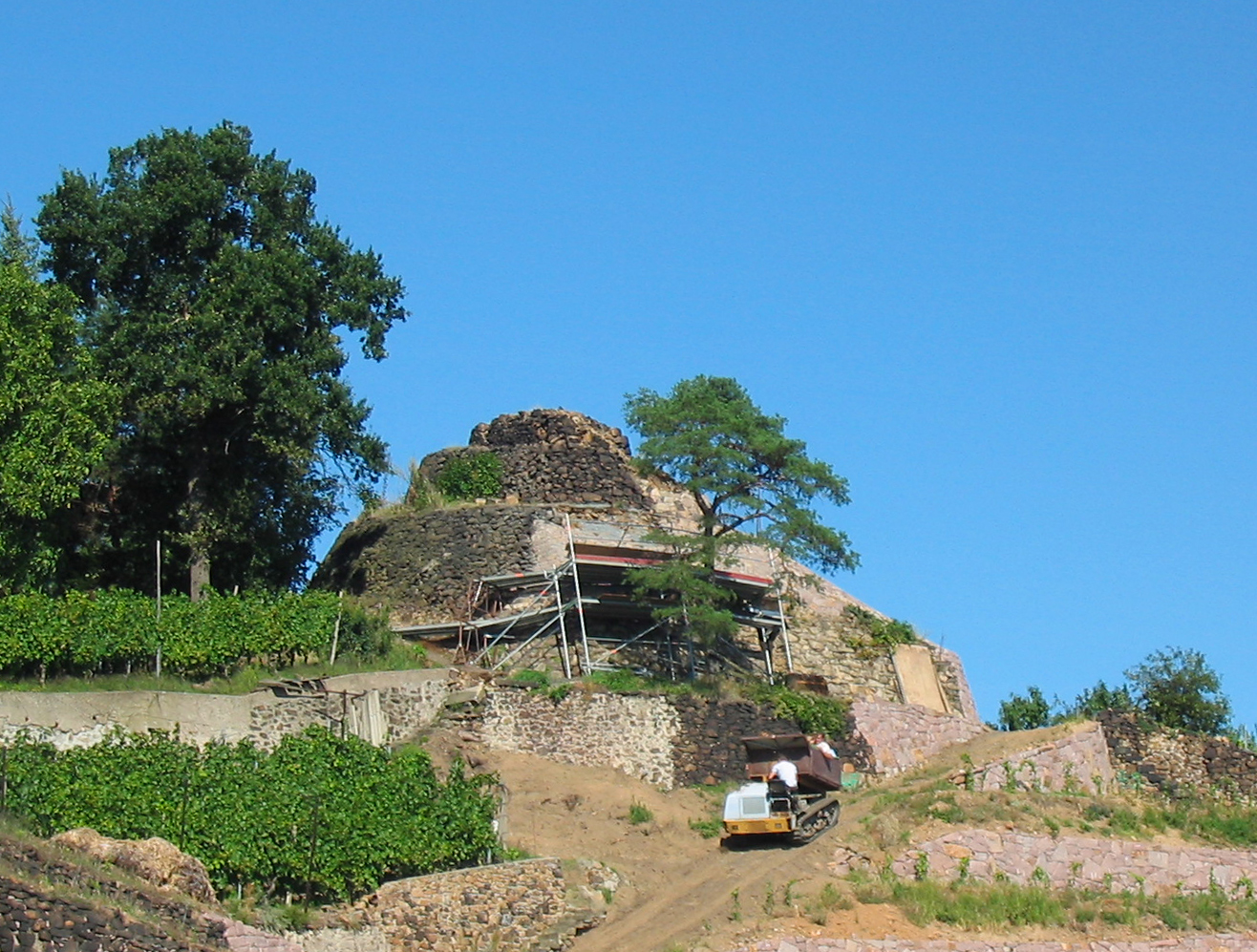
Schnecke im Weinberg in Radebeul: Nahansicht mit Transportraupe

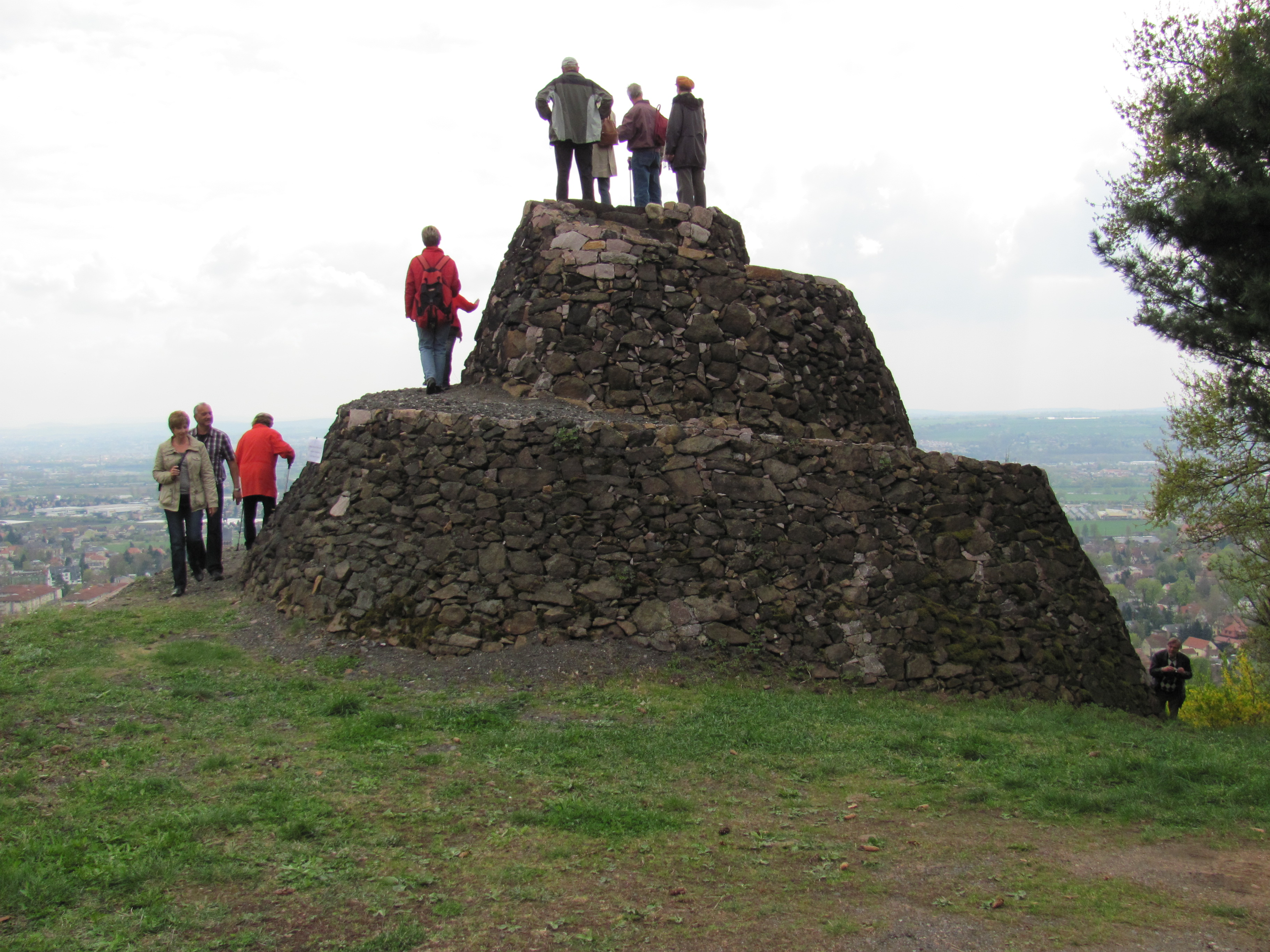
Schnecke im Weinberg in Radebeul: Nahansicht der letzten zwei Windungen von der Rückseite

Ein Schneckenberg ist ein Gestaltungselement der Garten- und Landschaftsarchitektur seit der Tudorzeit. Er wurde besonders im späten 18. Jahrhundert als Teil eines Englischen Landschaftsparks populär. Es handelt sich um einen künstlich aufgeschütteten Hügel, der manchmal einen Holzkern hat.

## Merkmale
Vom Fuß des Schneckenbergs bis auf den „Gipfel“ reicht ein Weg, der spiralförmig (sprich: schneckenförmig) um den Berg in die Höhe verläuft. Aufgrund des Lustwandelns auf diesem Weg wurde der Berg auch Lustberg genannt.
Wer diesen Weg benutzt, hat dadurch einen ständig wechselnden Blick auf unterschiedliche Blickbeziehungen und Sichtachsen, was den Hauptreiz eines Englischen Landschaftsgartens darstellt, den die Gartenarchitekten erreichen wollten. Auf der Spitze des Hügels befindet sich in der Regel eine kleine Aussichtsplattform, die einen weiträumigen Ausblick über die Garten- oder Parkanlage ermöglicht. Ein erhaltenes Beispiel kann im Park von Wilhelmsbad besichtigt werden.
Das umgekehrte Modell war die Schneckengrube, bei der ein spiralförmiger Weg in die Tiefe führte. Diese soll es beispielsweise in der barocken Anlage des Bergparks Wilhelmshöhe gegeben haben – es ist jedoch nicht erhalten.

## Geschichte
Aussichtshügel sind aus der Gartenliteratur der frühen Neuzeit bekannt. So empfiehlt William Lawson Hügel an allen vier Ecken des Grundstücks. Lawson beschreibt Schneckenberge aus Stein und aus Holz. John Leland beschreibt einen Schneckenberg in der Burg von Wressel in Yorkshire als "...written about with degrees, like the turning in cokil shells to come to the top without payne". Anlässlich des Besuchs von Elisabeth I. ließ Lord Hereford 1591 in Elveston in Hereford einen hölzernen Schneckenberg mit Schnecke errichten. Die Schnecke besaß sogar Fühler. Die Königin und ihr Gefolge konnten die Lustbarkeiten von einer Gartenlaube aus Hasel und Efeu beobachten, die auf einem hölzernen Gerüst stand.